# Trachybyrsis
Trachybyrsis is een geslacht van vlinders van de familie bladrollers (Tortricidae).

## Soorten
- T. chionochlaena Meyrick, 1932
- T. euglypta Meyrick, 1927
- T. hypsitropha Bradley, 1965